# Sopheap (Vorname)
Sopheap ist ein Vorname.

## Herkunft und Bedeutung
Sopheap ist ein männlicher Name. Er stammt aus der Khmer-Sprache.
Er bedeutet sanft, richtig oder geeignet.

## Bekannte Namensträger
- Sopheap Pich (* 1971), kambodschanischer Bildhauer und Installationskünstler